# Dispositivo de eutanasia
Un dispositivo para la eutanasia es aquella máquina ideada y construida para permitir a un individuo morir de forma rápida con un dolor mínimo.
Los dispositivos más comunes son aquellos diseñados para ayudar a personas con enfermedades terminales a morir mediante eutanasia voluntaria o suicidio asistido sin prolongar el dolor. Pueden ser operadas por una segunda persona como un médico o por la persona que desea morir. Existe un debate ético de apoyo al uso de este dispositivo.

## Dispositivos conocidos

### Tanatrón
Inventado por  Jack Kevorkian, funciona pulsando un botón que bombea una mezcla de sustancias por vía intravenosa. Consta de tres botellas montadas sobre un marco de metal. Cada botella tiene una jeringuilla que se conecta a una sola línea intravenosa en el brazo de la persona. Una botella contiene solución salina, otra un barbiturato de sodio llamado tiopentato de sodio, y la tercera una mezcla letal de cloruro de potasio —que detiene inmediatamente el corazón— y bromuro de pancuronio, medicamento paralítico para prevenir espasmos durante el proceso de muerte. Se conocen dos muertes mediante este dispositivo.

### Mercitrón
Kevorkian asistió a otros con un dispositivo que empleaba una máscara de gas alimentada de monóxido de carbono y que fue llamado "Mercitron" (máquina de la caridad). Esto se volvió necesario, ya que la licencia de Kevorkian quedó revocada tras las primeras dos muertes y no podía tener acceso legal a las sustancias requeridas para el Tanatrón.
Se trataba de un dispositivo rudimentario de un frasco de monóxido de carbono unido a una máscara mediante un tubo y se debía abrir una válvula para hacer que el gas fluyera. Dependiendo de la capacidad de la persona para abrir la válvula, se unía una manilla a la válvula para facilitar el giro. Otra opción era, con la válvula en posición "abierta", sujetar un clip o pinza para la ropa en el tubo; al tirar de ella, se permitía el flujo del gas. Según las estimaciones de Kevorkian, este método tarda alrededor de 10 minutos, por lo que el paciente puede tomar sedantes o relajantes musculares para mantener la calma mientras respira profundamente el gas.

### Máquina liberadora

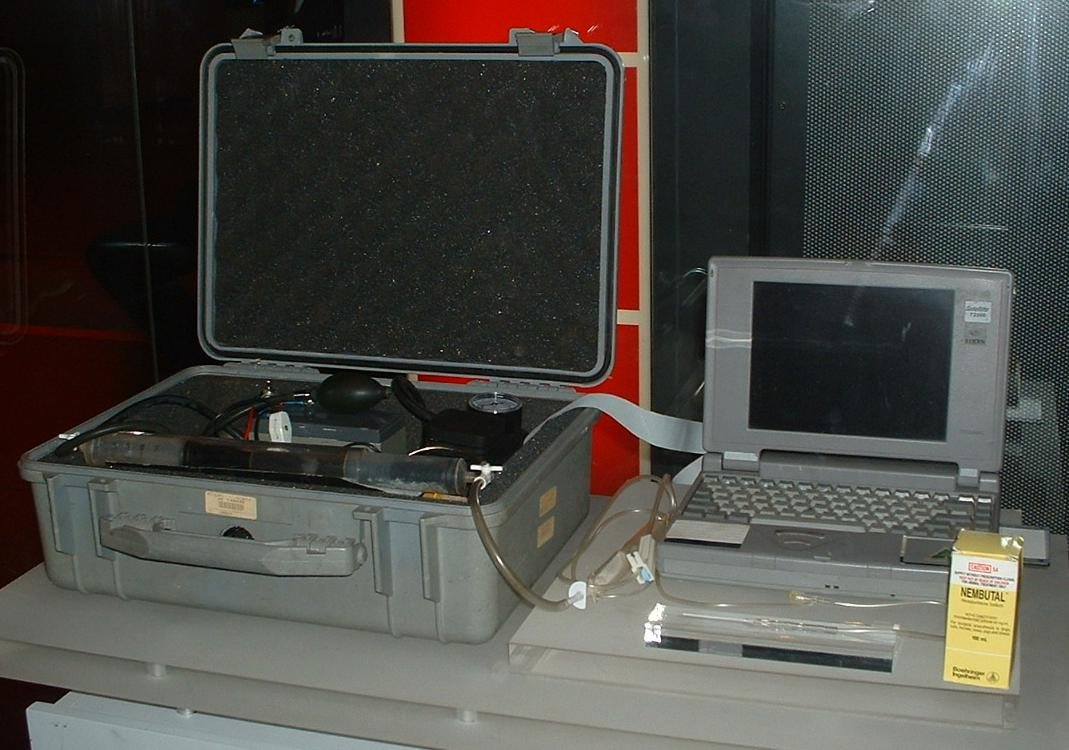
Máquina liberadora. De Philip Nitschke

La máquina liberadora fue inventada por Philip Nitschke. Consistía en un software en un ordenador portátil que podía conectarse por vía intravenosa al brazo del paciente. El programa realizaba una serie de preguntas para confirmar que la persona intentaba morir. Tras contestar afirmativamente a las preguntas, disparaba una inyección letal de barbitúricos.
En una entrevista, Nitschke dijo que, aunque tuviera que haber un doctor para preparar la inyección letal, prefería que fuera el paciente quien estuviera al control de la administración de las drogas. El hecho de reducir el papel del médico hacía que el paciente pudiera estar a solas con la familia durante el proceso de la eutanasia.
Esta máquina se utilizó legalmente mientras tuvo efecto en la región del Territorio del Norte el acta de derechos de los pacientes de enfermedades terminales de 1995, hasta que el parlamento australiano anuló sus efectos.